# Klinochlor
Klinochlor (auch Clinochlor oder Ripidolith) ist ein häufig vorkommendes Mineral aus der Mineralklasse der „Silikate und Germanate“ mit der idealisierten chemischen Zusammensetzung Mg5Al(AlSi3O10)(OH)8 und damit chemisch gesehen ein Magnesium-Aluminium-Silikat mit zusätzlichen Hydroxidionen.
Klinochlor kristallisiert im monoklinen Kristallsystem und entwickelt meist dünn- bis dicktafelige, pseudohexagonale Kristalle, kommt aber auch in Form von blättrigen, radialstrahligen oder massigen Mineral-Aggregaten vor. In reiner Form ist Klinochlor farblos und durchsichtig. Durch vielfache Lichtbrechung aufgrund von Gitterfehlern oder polykristalliner Ausbildung kann er aber auch durchscheinend weiß sein und durch Fremdbeimengungen eine meist grünliche, aber auch gelbliche, bläuliche oder rosa bis rotviolette Farbe annehmen. Glatte Kristalloberflächen zeigen einen glas- bis fettähnlichen Glanz, Bruchflächen oder faserige Aggregate dagegen einen eher perlmuttähnlichen Schimmer.

## Etymologie und Geschichte
Der Name ist eine Zusammensetzung aus den griechischen Wörtern κλίνειν klinein für „neigen“ oder „beugen“ in Anlehnung an die geneigte optische Achse des Minerals und χλωρός chlōrós für „hellgrün, frisch“ aufgrund seiner typisch grünen Farbe.
Erstmals wissenschaftlich beschrieben wurde Klinochlor 1851 durch William Phipps Blake, der bereits im September 1850 von Benjamin Silliman junior (1816–1885) eine Mineralprobe mit grünen und blättrigen Kristallen erhielt. Diese erwiesen sich zwar überraschend als optisch zweiachsig, wurden aber von Blake nicht weiter untersucht, da der Fundort dieser Stücke nicht bekannt war. Im Mai 1851 erhielt Blake James Dwight Dana Proben des bisher für Chlorit gehaltenen Minerals aus Serpentinen etwa drei Meilen südlich von West Chester im gleichnamigen County in Pennsylvania (USA), die er mit polarisiertem Licht untersuchte und dabei Ergebnisse erzielte, die denen der ersten Probe so ähnlich waren, dass kein Zweifel daran bestand, dass sie vom selben Fundort stammte. Da sich das Mineral außer in den optischen Merkmalen auch durch seine Härte und Elastizität sowie durch den Gehalt an Chrom vom Chlorit unterschied, erkannte Blake, dass es sich hier um ein bisher unbekanntes Mineral handelte, dem er den Namen Klinochlor (englisch Clinochlore) gab.
Da der Klinochlor bereits lange vor der Gründung der International Mineralogical Association (IMA) bekannt und als eigenständige Mineralart anerkannt war, wurde dies von ihrer Commission on New Minerals, Nomenclature and Classification (CNMNC) übernommen und bezeichnet den Klinochlor als sogenanntes „grandfathered“ (G) Mineral. Die seit 2021 ebenfalls von der IMA/CNMNC anerkannte Kurzbezeichnung (auch Mineral-Symbol) von Klinochlor lautet „Clc“.
Ein Aufbewahrungsort für das Typmaterial des Minerals ist nicht dokumentiert.

## Klassifikation
Bereits in der veralteten 8. Auflage der Mineralsystematik nach Strunz gehörte der Klinochlor zur Mineralklasse der „Silikate“ und dort zur Abteilung „Schichtsilikate (Phyllosilikate)“, wo er gemeinsam mit dem inzwischen als Varietät diskreditierten Pennin in der „Reihe der Talk-Chlorite“ mit der Systemnummer VIII/E.09b steht.
In der zuletzt 2018 überarbeiteten Lapis-Systematik nach Stefan Weiß, die formal auf der alten Systematik von Karl Hugo Strunz in der 8. Auflage basiert, erhielt das Mineral die System- und Mineralnummer VIII/H.23-020. Dies entspricht ebenfalls der Abteilung „Schichtsilikate“, wo Klinochlor zusammen mit Baileychlor, Borocookeit, Chamosit, Cookeit, Donbassit, Franklinfurnaceit, Gonyerit, Jadarit, Manandonit, Nimit, Pennantit und Sudoit die „Chloritgruppe“ mit der Systemnummer VIII/H.23 bildet.
Die von der International Mineralogical Association (IMA) zuletzt 2009 aktualisierte 9. Auflage der Strunz’schen Mineralsystematik ordnet den Klinochlor in die erweiterte Klasse der „Silikate und Germanate“, dort aber ebenso in die Abteilung „Schichtsilikate (Phyllosilikate)“ ein. Diese ist allerdings weiter unterteilt nach der Struktur der Silikatschichten. Das Mineral hier entsprechend seinem Aufbau in der Unterabteilung „Schichtsilikate (Phyllosilikate) mit Glimmertafeln, zusammengesetzt aus tetraedrischen und oktaedrischen Netzen“ zu finden, wo es zusammen mit Baileychlor, Borocookeit, Chamosit, Cookeit, Donbassit, Franklinfurnaceit, Glagolevit, Gonyerit, Nimit, Odinit, Pennantit und Sudoit die „Chloritgruppe“ mit der Systemnummer 9.EC.55 bildet.
In der vorwiegend im englischen Sprachraum gebräuchlichen Systematik der Minerale nach Dana hat Klinochlor die System- und Mineralnummer 71.04.01.04. Das entspricht der Klasse der „Silikate“ und dort der Abteilung „Schichtsilikatminerale“. Hier findet er sich innerhalb der Unterabteilung „Schichtsilikate: Schichten von sechsgliedrigen Ringen, abwechselnd 1:1, 2:1 und oktaedrisch“ in der „Chloritgruppe (Tri-Dioktaedrisch)“, in der auch Donbassit, Cookeit, Sudoit, Nimit, Baileychlor, Chamosit, Pennantit und Borocookeit eingeordnet sind.

## Kristallstruktur
Klinochlor kristallisiert monoklin in der Raumgruppe C2/m (Raumgruppen-Nr. 12) mit den Gitterparametern a = 5,35 Å; b = 9,27 Å; c = 14,27 Å und β = 96,3° sowie 2 Formeleinheiten pro Elementarzelle.

## Eigenschaften

### Optische Eigenschaften
Das Mineral ist typischerweise optisch zweiachsig positiv mit den Brechungsindizes für nα von 1,571 bis 1,588, für nβ von 1,571 bis 1,589 und für nγ von 1,576 bis 1,599. Die maximale Doppelbrechung δ liegt zwischen 0,005 und 0,011.
Durchsichtige Kristalle zeigen einen sichtbaren Pleochroismus, wobei nach der X-Achse durchdringendes Licht den Stein hellgelbgrün bis lichtblaugrün und nach der Y- bzw. Z-Achse durchdringendes List den Stein lichtgrünlichgelb bis lichtblaugrün erscheinen lässt.

### Physikalische Eigenschaften
Die Mohshärte von Klinochlor wird mit 2 bis 2,5 angegeben und entspricht damit in etwa dem Referenzmineral Gips (Härte 2).
Klinochlorkristalle sind senkrecht zur c-Achse {001} vollkommen spaltbar. Bei mechanischer Belastung in andere Achsenrichtungen bricht das Mineral dagegen mit unebenen Kristallflächen. Klinochlorlamellen sind biegsam, aber unelastisch.

## Modifikationen und Varietäten

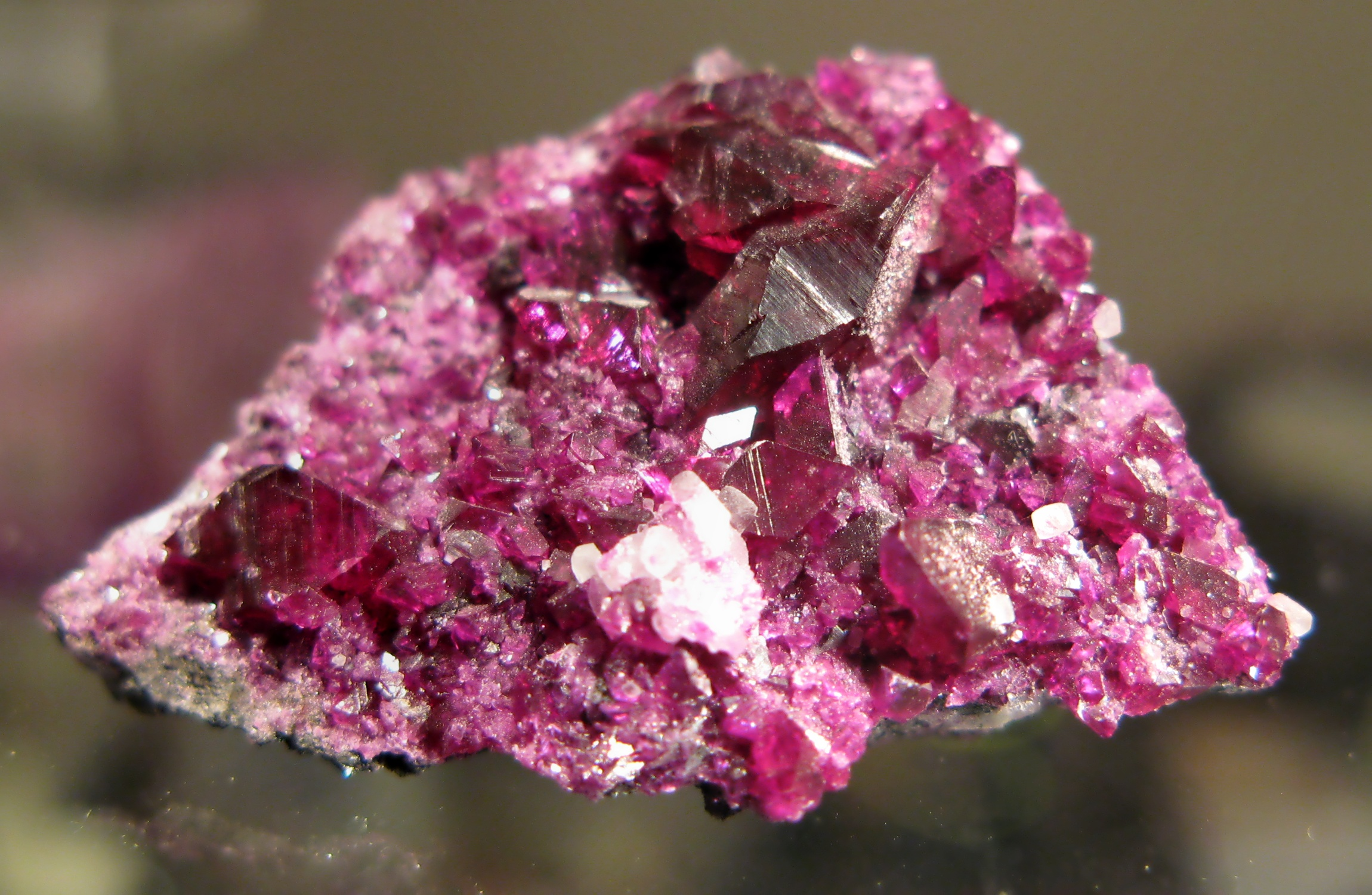
Kämmererit-Stufe aus Erzurum, Ost-Türkei

- Als Delessit und Diabantit werden eisenreiche Varietäten von Klinochlor bezeichnet.
- Kämmererit ist eine chromhaltige und aufgrund seiner strahlenden, pfirsichblütenroten Farbe unter Sammlern begehrte Klinochlor-Varietät, die nach dem deutschen Grubendirektor in St. Petersburg August Alexander Kämmerer benannt wurde.
  - Weitere Synonyme für chromhaltige Klinochlorvarietäten sind Chromochlorit, Kotschubeit, Rhodochromit, Rhodophyllit und Septekämmererit.[11]
- Leuchtenbergit bezeichnet eine eisenarme Klinochlor-Varietät.
- Pennin ist eine durch Magnesiumanreicherung schwarzgrüne Farbvariante.
- Als Sheridanit bezeichnet man eine aluminiumreiche Klinochlor-Varietät.

Maufit ist dagegen ein Gemenge aus Klinochlor und Lizardit in feinster Wechsellagerung.

## Bildung und Fundorte
Klinochlor bildet sich als hydrothermales Umwandlungsprodukt aus Amphibolen, Pyroxenen und Biotit und findet sich vorrangig in Chloritschiefern, Serpentiniten, Marmoren, Kalksilikatgesteinen und Amphiboliten. Seltener tritt er in ultramafischen Gestein auf.
Als Begleitminerale können neben den genannten unter anderem noch Aktinolith, Calcit, Chromit, Dolomit, Olivin, Plagioklase, Serpentine, Talk und Uwarowit auftreten.
Als häufige Mineralbildung ist Klinochlor an vielen Orten anzutreffen, wobei weltweit bisher über 2800 Vorkommen dokumentiert sind. Als genaue Typlokalität gilt Brinton’s Steinbruch, eine Serpentinlagerstätte im West Township etwa 1,4 Milen (entspricht 2,25308 km) südlich von West Chester im Chester County. Weitere bisher bekannte Fundorte in Pennsylvania liegen vor allem im Berks County und Lancaster County. Daneben fand sich Klinochlor aber noch in vielen weiteren Staaten der USA.
In Deutschland konnte das Mineral bisher in verschiedenen Gruben und Steinbrüchen des Freiburger Bezirks in Baden-Württemberg, den Bezirken Niederbayern und Oberfranken in Bayern, im hessischen Bezirk Darmstadt, in den Landkreisen Goslar und Göttingen in Niedersachsen, im Arnsberger Bezirk (Hochsauerlandkreis, Siegen-Wittgenstein) in Nordrhein-Westfalen, der Eifel in Rheinland-Pfalz, im Landkreis Harz in Sachsen-Anhalt, im sächsischen Erzgebirgskreis sowie in Schleswig-Holstein und Thüringen gefunden werden.
In Österreich wurde Klinochlor an verschiedenen Stellen im Burgenland, Kärnten, Niederösterreich, im Salzburger Land, der Steiermark, Tirol und Vorarlberg entdeckt.
In der Schweiz kennt man das Mineral vor allem von verschiedenen Orten in den Kantonen Graubünden, Tessin und Wallis.
Weitere größere Vorkommen liegen unter anderem in Ägypten, Argentinien, Australien, Belgien, Brasilien, China, Finnland, Frankreich, Griechenland, Grönland, Indien, Indonesien, im Iran, Italien, Japan, Kanada, Kasachstan, Madagaskar, Mali, Mexiko, Neuseeland, Norwegen, Pakistan, Polen, Portugal, Rumänien, Russland, Schweden, der Slowakei, Spanien, Südafrika, Taiwan, Tadschikistan, Tschechien, der Türkei, Ungarn und dem Vereinigten Königreich (England, Schottland, Wales).

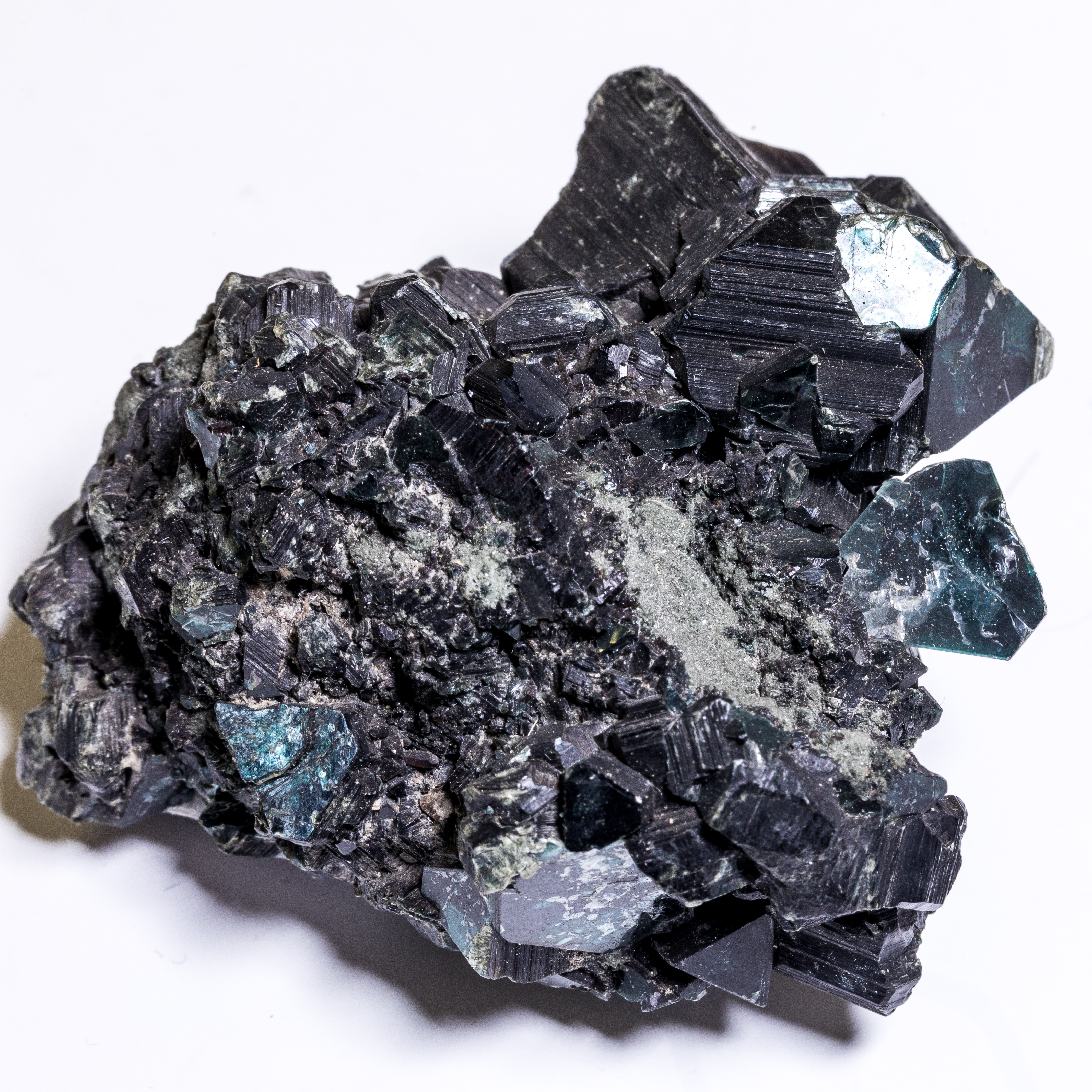
Dunkelblaugrünes Klinochlor-Aggregat vom Totenkopf (Hohe Tauern), Salzburg, Österreich
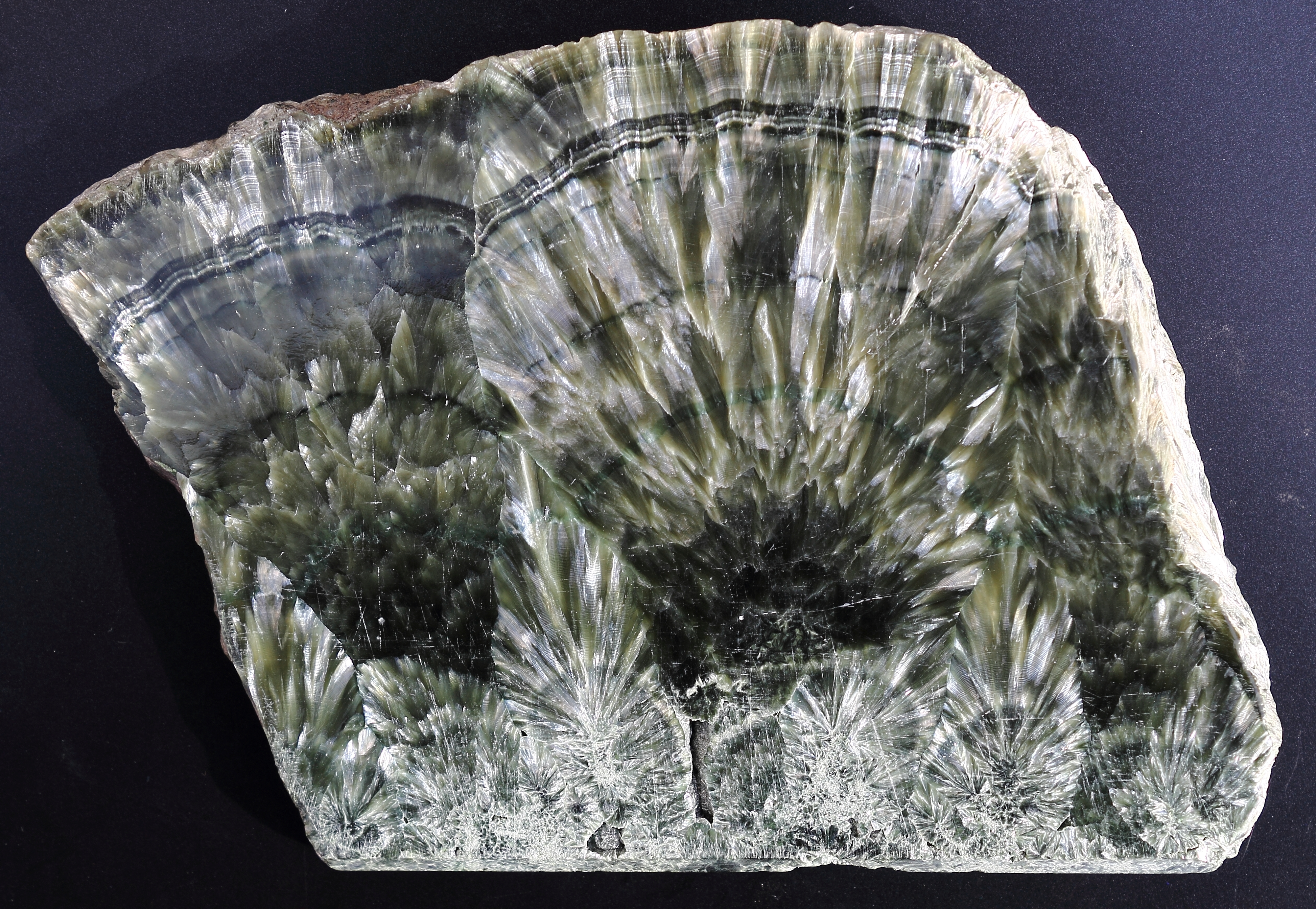
Polierte Mineralprobe mit radialstrahlig-faserigem Klinochlor aus der Grube „Korshunovskoye“, Oblast Irkutsk (Sibirien), Russland
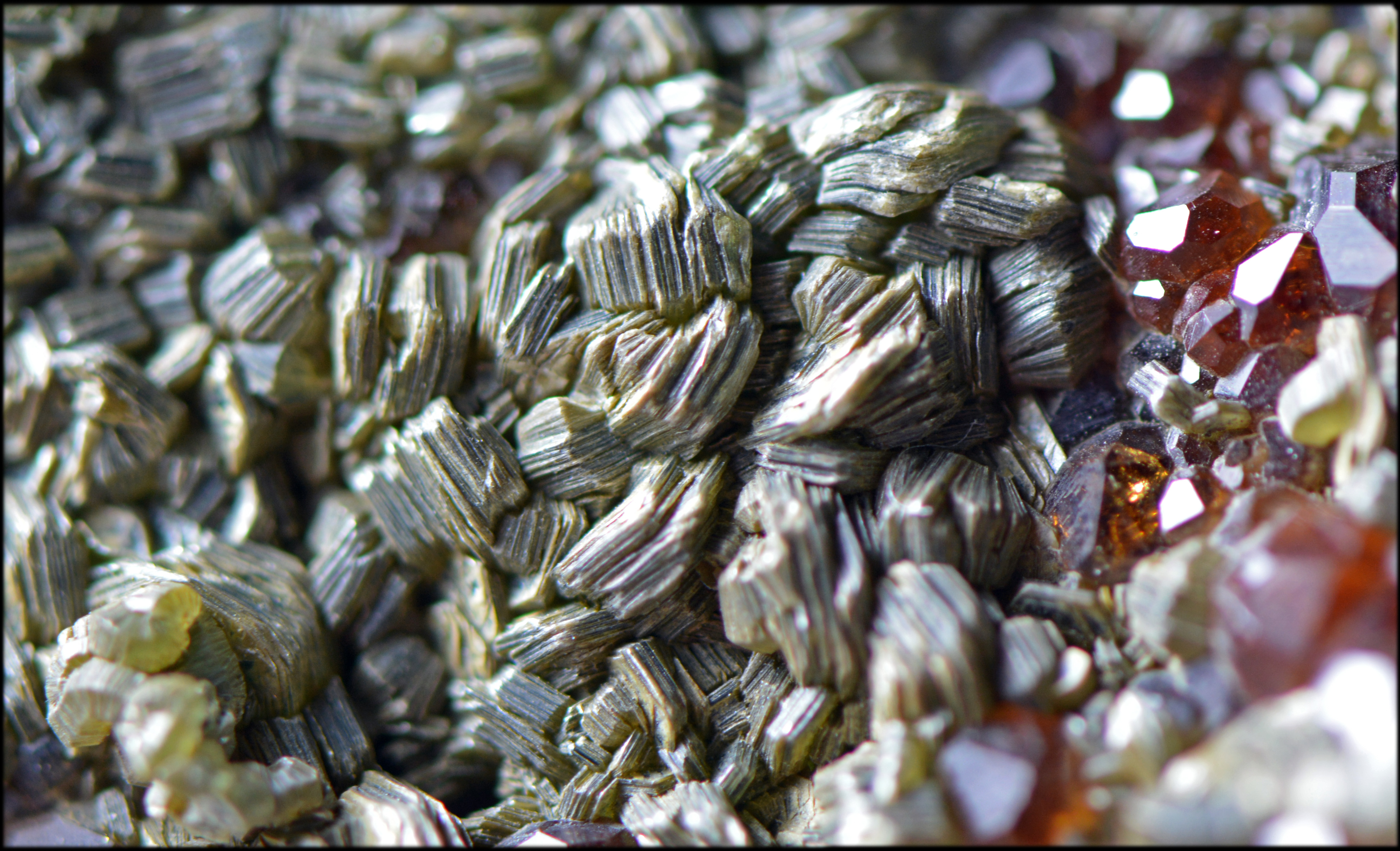
Hellgrüne, lamellare Kristallpakete aus Klinochlor mit rotorangen Granaten
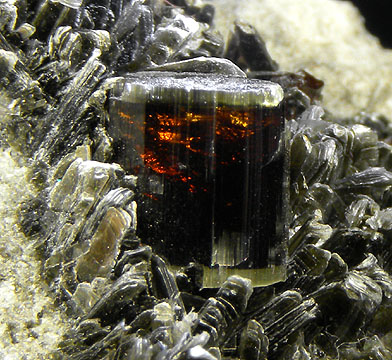
Grünlich-bräunlicher Vesuvianit in grünlichem, blättrigem Klinochlor aus dem Shigartal, Pakistan
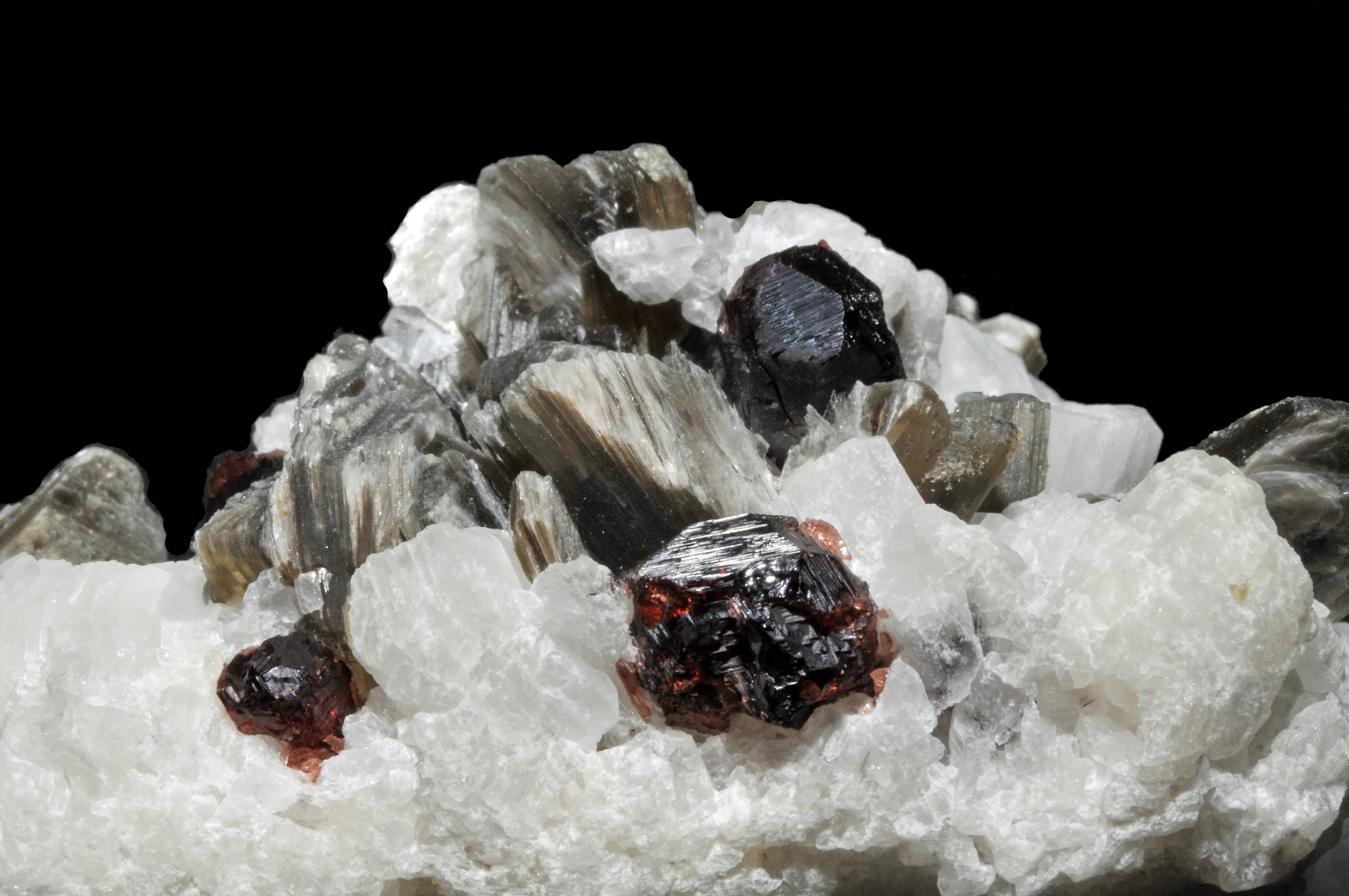
Mineral-Aggregat mit blättrig-grauem Klinochlor, dunkelrotem Hessit (Granat) auf weißem Dolomit